# Coccoloba berazainiae
Coccoloba berazainiae är en slideväxtart som beskrevs av I.Castañeda. Coccoloba berazainiae ingår i släktet Coccoloba och familjen slideväxter. Inga underarter finns listade i Catalogue of Life.